# Paula von Preradović
Paula von Preradović est née le 12 octobre 1887 à Vienne et est morte le 25 mai 1951 à Vienne également. 
Elle est la petite-fille de l'écrivain croate Petar Preradović né à Vienne. En 1916, elle se marie avec l'historien et journaliste Ernst Molden. Pendant la Première Guerre mondiale, elle réside à Copenhague et revient en 1920 à Vienne. Dans son journal intime publié seulement en 1995, elle décrit les derniers jours de guerre de la Seconde Guerre mondiale à Vienne.
Paula von Preradović a écrit l'hymne national autrichien, dont la musique est de Mozart.